# باولو رينيه
باولو رينيه (بالبرتغالية: Paulo Renê Gomes dos Santos‏) هو لاعب كرة قدم برازيلي في مركز الهجوم، ولد في 24 يناير 1989 في برازيليا في البرازيل. لعب مع نادي مادوريرا.

## وصلات خارجية
- باولو رينيه على موقع قاعدة بيانات كرة القدم.إي يو (الإنجليزية)
- باولو رينيه على موقع Soccerway.com (الإنجليزية)